# 周子駒
周子駒（Cyrus Chow，1979年—），港日混血兒，1979 年 8 月 2 日出生。他曾在有線電視YMC台出任音樂VJ。主持不少以年青人為對象的節目，為香港觀眾帶來歐美日韓最新的音樂潮流資訊。在YMC停播後Cyrus於2001年加入新城電台、英皇娛樂及無綫電視及後離開新城及英皇全力投入無綫主持工作。而Cyrus加入無綫電視初期主要主持年青人節目，其後主要負責翡翠台及無綫收費電視音樂台主持大大小小的音樂節目，亦是其中一位由無綫音樂台開台的節目主持。離開無線電視後，現主要負責為各大品牌活動擔任主持。

## 作品

### 主持

#### 新城電台
- 《聯fan所》

#### 有線電視YMC
- 《青年人民大會》
- 《YMC人We Wet Web》
- 《至尊榜》

#### 無綫翡翠台
- 日本東京速遞
- 勁歌金曲季選
- 無間音樂
- 360℃音樂無邊
- TVB 42周年台慶亮燈

#### 無綫音樂台
- 《Live House》
- 《音樂共同體》
- 《音樂潮拜》
- 《金榜達人》
- 《型人型樂館》

#### J2
- 《愛情研究院》

### 演出
- 陳奕迅音樂特輯 《藍寶石的夜空》
- Twins
- 江若琳 TVB 《Show You》MV
- 何韻詩 《我找到了》MV
- Y2K前的暑假 周子駒 飾 周子駒Cyrus
- 陳見飛 TVB 《習慣》MV
- 林子萱 TVB 《一對》MV
- 林子萱 TVB 《愛無聊》MV